# Michel Langevin

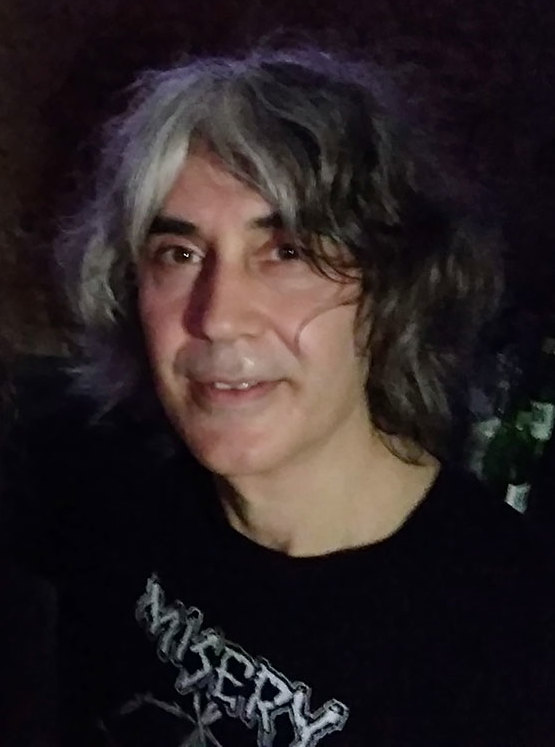
Michel Langevin (2018)

Michel Langevin, Spitzname Away (* 30. Mai 1963, Jonquière) ist ein kanadischer Schlagzeuger und Grafikdesigner. Bekanntheit erlangte er als Schlagzeuger der Metal-Band Voivod und als Schöpfer der gleichnamigen fiktiven Figur. Langevin ist für sämtliches Artwork der Band verantwortlich, entwirft Cover für andere Musikgruppen wie Probot und illustriert Bücher.

## Leben
Langevin wuchs in Kenogami, einem Ort nahe Jonquière (heute ein Stadtteil von Saguenay), einer Industriestadt nördlich von Québec, auf. Langevin bezeichnete sich selber als Tagträumer, der sich nur für Metal, Progressive Rock und Science-Fiction interessierte und den Großteil seiner Jugend in einer lebhaften Fantasiewelt verbrachte. Bereits als Kind und Jugendlicher verbrachte er seine Freizeit mit Zeichnen und Schlagzeugspiel. In dieser Zeit entstanden Figuren wie Korgüll und Voivod, welche später die konzeptionelle Grundlage der Band Voivod bildeten. Langevin besuchte die High School seiner Heimatstadt, wo er den vier Jahre älteren Denis D’Amour kennenlernte. Beide verband das Interesse an Musik und sie begannen, ab Ende der 1970er Jahre gemeinsam zu jammen, gründeten 1980 die High-School-Band Death Dealer und im November 1982 schließlich Voivod. Seitdem ist Langevin Schlagzeuger der Band und außerdem für sämtliches Artwork von Voivod verantwortlich. Nach den Aufnahmen zum Debütalbum War and Pain 1984 brach Langevin sein Studium der Kernphysik an der Université du Québec à Chicoutimi in Saguenay ab, verließ sein Elternhaus und zog nach Montreal. Dort war er zunächst auf Sozialhilfe angewiesen und konnte 1987 erstmals von den Tantiemen leben, die er und seine Mitmusiker mit Voivod erzielten. Seitdem ist Langevin Berufsmusiker. Seit dem 1989er Album Nothingface kreiert Langevin seine Grafiken am Computer. Ab Mitte der 1990er Jahre begann Langevin mit Auftragsarbeiten und entwarf Plattencover für Bands wie Probot, Non Phixion oder Danko Jones, bereits 1990 trat er als Live-Schlagzeuger mit Men Without Hats auf, spielte das Schlagzeug auf deren 1991er Album Sideways und kollaborierte mit J. G. Thirlwell in dessen Projekt Steroid Maximus. Mitte der 2000er Jahre gehörte er zu den Gründern der Experimental-Rock-Band Kosmos. Im Jahr 2007 gründete er mit befreundeten Musikern die Band Les Ékorchés, mit der er bis 2011 drei Studioalben veröffentlichte. Von 2013 bis 2019 war er Schlagzeuger der Band Tau Cross um den Amebix-Gründer Rob Miller, das Debütalbum erschien 2015 bei Relapse Records.

## Diskografie
mit Voivod
mit Men Without Hats
- 1991: Sideways

mit Kosmos
- 2007: Kosmos

mit Les Ékorchés
- 2007: Les Ékorchés
- 2009: IV Démons
- 2011: Frères de sang

mit Tau Cross
- 2015: Tau Cross

mit Thisquietarmy x Away
- 2020: The Singularity, Phase I

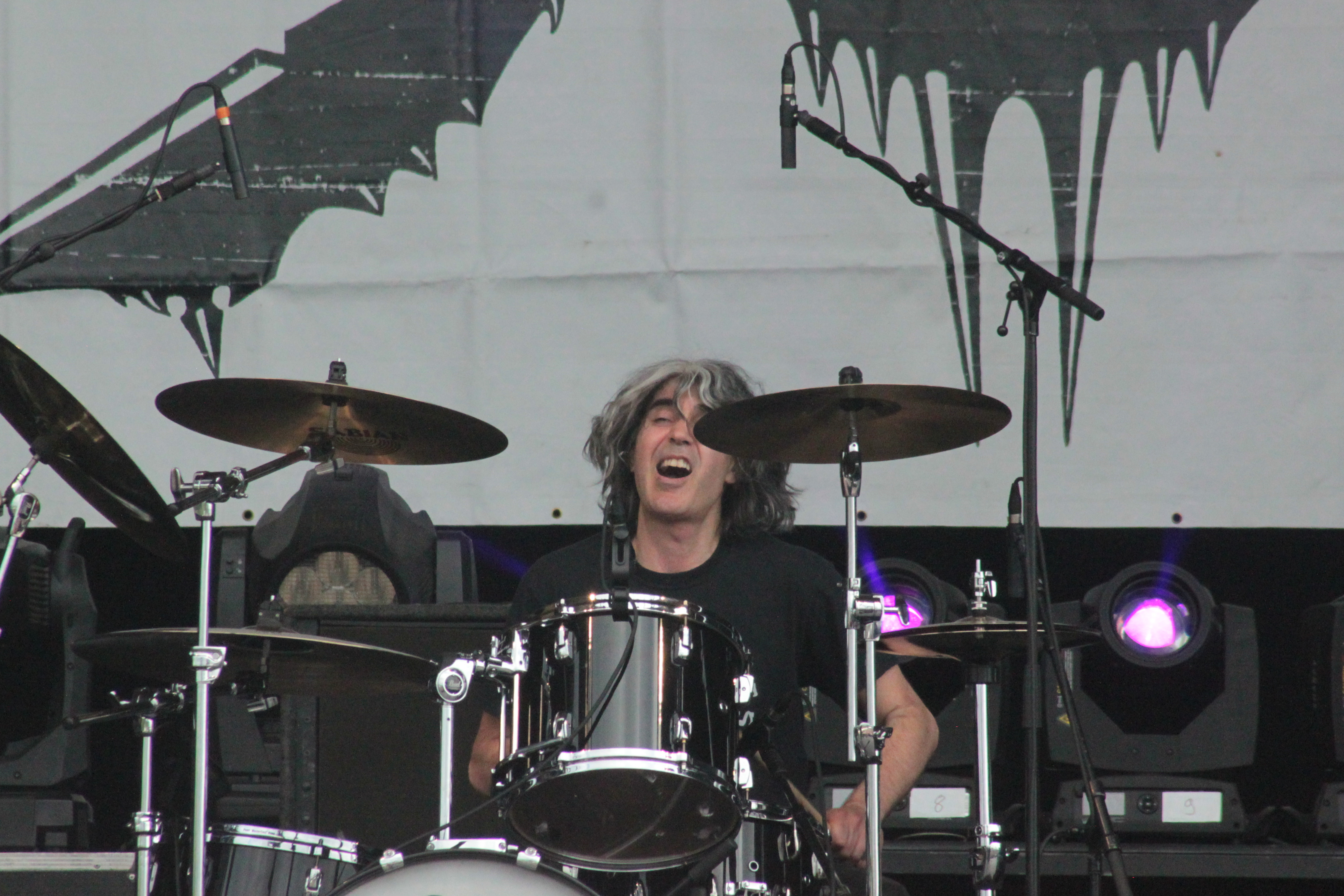
Michel Langevin (2013)

als Gastschlagzeuger mit Steroid Maximus
- 1990: Quilombo
- 1992: Gondwanaland

## Buchillustrationen
- 2009: Worlds Away. Voivod and the Art of Michel Langevin.
- 2010: Mean Deviation. Four Decades of Progressive Heavy Metal.
- 2017: Systemstörung: Die Geschichte von Noise Records
- 2020: Computer Files: Tales from the net

## Belege
1. 1 2  Jeff Wagner: Mean Deviation. S. 104.
2. ↑  Michael Barclay et al.: Have Not Been the Same. S. 155.
3. ↑  Michael Barclay et al.: Have Not Been the Same. S. 156.
4. ↑  Jeff Wagner: Mean Deviation. S. 112.
5. ↑  Jeff Wagner: Mean Deviation. S. 116.

| Personendaten    | Personendaten                               |
| ---------------- | ------------------------------------------- |
| NAME             | Langevin, Michel                            |
| ALTERNATIVNAMEN  | Away                                        |
| KURZBESCHREIBUNG | kanadischer Schlagzeuger und Grafikdesigner |
| GEBURTSDATUM     | 30. Mai 1963                                |
| GEBURTSORT       | Jonquière                                   |